# Banca virtuale
Una banca virtuale è una banca in grado di fornire tutti i servizi senza sportelli, saloni o strutture materiali.
Una banca virtuale fornisce ai propri clienti servizi tramite remote banking consentendo loro di operare direttamente sul proprio conto corrente 24 ore su 24, tutti i giorni della settimana, restando nella propria abitazione (home banking) o nella propria impresa (corporate banking).
L'operatività a mezzo telefono (phone banking) e soprattutto la possibilità di operare direttamente connettendosi a Internet esprimono l'attuale “multicanalità” dell'attività bancaria.

## Servizi di banca diretta
La possibilità che le banche oggi offrono ai loro clienti di usufruire di funzionalità informative e dispositive utilizzando strumenti telefonici e telematici danno luogo ai servizi di banca diretta (direct banking). Questi servizi, dal punto di vista legale, richiedono la firma di un apposito contratto e il rilascio in busta chiusa di un codice di accesso, segreto e personale, mentre dal punto di vista umano richiedono il superamento di ostacoli psicologici, poiché il cliente è abituato da tempo al contatto personale con gli impiegati di sportello.
Le banche tendono a indirizzare una quota crescente di operatività della clientela verso i servizi di banca diretta, perché comportano costi minori. Pertanto ne incoraggiano l'utilizzo da parte dei clienti, in particolare se si tratta di internet banking, applicando commissioni ridotte sulle negoziazioni di strumenti finanziari, sui bonifici e sulle altre operazioni che possono essere effettuate senza il contatto personale allo sportello.

## Servizi di cash management
Un'applicazione particolare di corporate banking, offerto dalle banche per rispondere alle richieste di prestazioni informative delle imprese, è il servizio di cash management. Tale servizio permette all'impresa di conoscere con esattezza e in ogni momento il saldo dei propri conti correnti presso le varie banche di cui è cliente, consentendo rapidi trasferimenti di fondi al fine di evitare la contemporanea presenza di saldi a debito presso una o più banche (sui quali gravano interessi passivi a tassi spesso molto onerosi) e disponibilità a credito verso le altre (sui quali maturano interessi attivi a tassi bassi).